# 점수구리
점수구리(Rhinobatos hynnicephalus)는 가래상어과에 속하는 연골어류의 일종이다. "천사상어"라고도 불린다.